# 第7高射特科群
第7高射特科群（だいななこうしゃとっかぐん、JGSDF 7th Antiaircraft Artillery Group）は、陸上自衛隊宮古島駐屯地（沖縄県宮古島市）に群本部が駐屯する第2高射特科団隷下の高射特科部隊である。

## 概要
群長は1等陸佐（二）が充てられ、群本部と1個高射中隊等を含む主力が宮古島駐屯地に、1個高射中隊が石垣駐屯地に駐屯している。03式中距離地対空誘導弾（中SAM）を運用し、先島諸島周辺の沖縄地区を中心とする西部方面隊担任地域の防空を主任務とする。
1974年（昭和49年）8月に第4次防衛力整備計画の7番目のホーク部隊として竹松駐屯地で新編された。2020年（令和2年）3月に群本部などの部隊の主力が宮古島駐屯地へ移駐し、2023年（令和5年）3月には残る第348高射中隊等が石垣駐屯地に移駐し、部隊全部が八重山諸島に展開している。

## 沿革
- 1974年（昭和49年）8月1日：第2高射特科団の隷下部隊として第7高射特科群が竹松駐屯地において編成完結。

1. 第3高射特科群隷下の第327高射中隊、第328高射中隊を隷下に編合。
2. 第329高射中隊、第330高射中隊、第307高射搬送通信中隊、第108高射直接支援隊を竹松駐屯地に新編し隷下に編合。
3. 第7高射特科群長が竹松駐屯地司令に職務指定[3]。

※編成：群本部および本部中隊、第327～第330高射中隊、第307高射搬送通信中隊、第108高射直接支援隊
- 2003年（平成15年）3月27日：後方支援体制変換に伴う改編。

1. 第108高射直接支援隊（竹松駐屯地）を廃止。
2. 整備部門を西部方面後方支援隊第102高射直接支援大隊第2直接支援中隊へ移管。

- 2018年（平成30年）
  - 3月26日：第330高射中隊（竹松駐屯地）を廃止。
  - 3月27日：第329高射中隊（竹松駐屯地）が第346高射中隊に改編。03式中距離地対空誘導弾を初装備[4]。
- 2020年（令和02年）3月26日：部隊移駐。

1. 第7高射特科群本部、本部管理中隊、第346高射中隊および第307高射搬送通信中隊の一部が竹松駐屯地から宮古島駐屯地へ移駐[5][6]。
2. 竹松駐屯地司令職を第327高射中隊長に移管[6]。

- 2021年（令和03年）3月18日：第328高射中隊（竹松駐屯地）が第347高射中隊（03式中距離地対空誘導弾装備）に改編[7]。
- 2022年（令和04年）3月17日：以下の改編を実施[4][8]。

1. 第327高射中隊（竹松駐屯地）が第102高射特科隊（03式中距離地対空誘導弾装備）に改編され、第2高射特科団直轄部隊となる。
2. 第347高射中隊（竹松駐屯地）が第348高射中隊に称号変更。
3. 第7高射特科群での改良ホークの運用を終了。

- 2023年（令和05年）3月16日：第348高射中隊、本部管理中隊群連絡班、第307高射搬送通信中隊端局班が竹松駐屯地から石垣駐屯地に移駐[1][2]。

## 部隊編成
特記ない限り宮古島駐屯地に所在
- 第7高射特科群本部
- 本部管理中隊「7高群-本」
  - 中隊本部
  - 群本部勤務班
  - 指揮小隊
  - 通信レーダ班
  - 衛生小隊
  - 補給班
  - 群連絡班（石垣駐屯地）
- 第346高射中隊「346高射」：03式中距離地対空誘導弾
- 第348高射中隊「348高射」（石垣駐屯地）：03式中距離地対空誘導弾
- 第307高射搬送通信中隊「307高搬通」
  - 端局班（石垣駐屯地）

## 整備支援部隊
- 第108高射直接支援隊「108高直支」（竹松駐屯地）：1974年（昭和49年）8月1日から2003年（平成15年）3月26日の間。
- 西部方面後方支援隊第102高射直接支援大隊第2直接支援中隊「102高直支-2」（中隊本部：宮古島駐屯地）：2003年（平成15年）3月27日から
  - 整備小隊（宮古島駐屯地）：第7高射特科群を全般支援
  - 第1直接支援小隊（宮古島駐屯地）：第346高射中隊を直接支援
  - 第2直接支援小隊（石垣駐屯地）：第348高射中隊を直接支援

## 主要幹部
| 官職名          | 階級    | 氏名     | 補職発令日     | 前職                                                |
| --------------- | ------- | -------- | -------------- | --------------------------------------------------- |
| 第7高射特科群長 | 1等陸佐 | 久保淳平 | 2025年03月03日 | 陸上幕僚監部人事教育部人事教育計画課 教育室計画班長 |

| 代 | 氏名       | 在職期間                        | 前職                                                | 後職                                                |
| -- | ---------- | ------------------------------- | --------------------------------------------------- | --------------------------------------------------- |
| 01 | 尾川英雄   | 1974年08月01日 - 1975年12月19日 | 第3高射特科群副群長 兼 竹松駐とん地司令             | 官吏死亡（1975年12月19日）                          |
| 02 | 武下豪之   | 1975年12月20日 - 1977年07月31日 | 陸上幕僚監部第5部勤務                               | 陸上自衛隊調査学校語学教育部長                      |
| 03 | 宮澤作太郎 | 1977年08月01日 - 1979年03月15日 | 陸上幕僚監部第2部付                                 | 陸上幕僚監部防衛部運用課長                          |
| 04 | 山田文彦   | 1979年03月16日 - 1981年03月15日 | 陸上幕僚監部教育訓練部訓練課 訓練班長               | 中部方面総監部付                                    |
| 05 | 澤井福重   | 1981年03月16日 - 1983年03月15日 | 陸上幕僚監部教育訓練部教育課 学校第1班長            | 第11師団司令部幕僚長                                |
| 06 | 高見信義   | 1983年03月16日 - 1985年03月15日 | 陸上自衛隊九州地区補給処企画室長                    | 自衛隊長野地方連絡部長                              |
| 07 | 平井敏之   | 1985年03月16日 - 1987年03月15日 | 西部方面総監部人事部人事課長                        | 陸上自衛隊幹部学校勤務                              |
| 08 | 藤井建吉   | 1987年03月16日 - 1989年03月31日 | 西部方面総監部調査部調査課長                        | 中部方面総監部調査部長                              |
| 09 | 備後嘉雄   | 1989年04月01日 - 1990年07月08日 | 陸上幕僚監部装備部装備計画課 後方計画班長           | 陸上幕僚監部人事部厚生課長                          |
| 10 | 照井大輔   | 1990年07月09日 - 1993年11月30日 | 陸上幕僚監部装備部武器・化学課 誘導武器班長         | 第1高射特科団副団長                                 |
| 11 | 藤本四郎   | 1993年12月01日 - 1995年06月29日 | 陸上幕僚監部調査部調査第2課勤務                     | 中部方面総監部調査部長                              |
| 12 | 生山代至伸 | 1995年06月30日 - 1997年07月31日 | 陸上幕僚監部調査部調査第1課勤務                     | 防衛研究所主任研究官                                |
| 13 | 戸島晨吉   | 1997年08月01日 - 1999年07月31日 | 統合幕僚学校学校教官                                | 東北方面総監部監察官                                |
| 14 | 萱沼明宏   | 1999年08月01日 - 2002年07月31日 | 北部方面総監部防衛部防衛課長                        | 陸上自衛隊研究本部主任研究開発官                    |
| 15 | 福本健一   | 2002年08月01日 - 2004年07月31日 | 陸上幕僚監部監理部法務課長                          | 自衛隊体育学校副校長                                |
| 16 | 掛川壽一   | 2004年08月01日 - 2006年08月03日 | 陸上幕僚監部教育訓練部 教育訓練計画課企画班長       | 陸上幕僚監部防衛部 情報通信・研究課長               |
| 17 | 藤本憲司   | 2006年08月04日 - 2008年07月31日 | 自衛隊大阪地方協力本部募集課長                      | 陸上幕僚監部監理部総務課 情報公開・個人情報保護室長 |
| 18 | 甲斐田幸輝 | 2008年08月01日 - 2011年04月18日 | 北部方面総監部防衛部防衛課長                        | 自衛隊滋賀地方協力本部長                            |
| 19 | 木口雄司   | 2011年04月19日 - 2012年07月31日 | 陸上幕僚監部防衛部防衛課 防衛調整官                 | 陸上自衛隊研究本部主任研究開発官                    |
| 20 | 佐藤真     | 2012年08月01日 - 2014年03月27日 | 陸上幕僚監部防衛部 情報通信・研究課研究班長         | 陸上幕僚監部教育訓練部 教育訓練課長                 |
| 21 | 足立吉樹   | 2014年03月28日 - 2015年07月31日 | 陸上幕僚監部装備部装備計画課 後方計画班長           | 統合幕僚監部防衛計画部防衛課付                      |
| 22 | 貴島康二   | 2015年08月01日 - 2017年07月31日 | 自衛隊東京地方協力本部募集課長                      | 陸上自衛隊研究本部主任研究開発官                    |
| 23 | 八木聖一郎 | 2017年08月01日 - 2019年03月22日 | 陸上自衛隊開発実験団本部評価科長                    | 防衛装備庁長官官房装備開発官付 総括室長             |
| 24 | 栗田昌彦   | 2019年03月23日 - 2021年03月25日 | 統合幕僚監部運用部運用第3課 訓練班長                | 陸上総隊司令部日米共同部 日米調整官                 |
| 25 | 上野洋介   | 2021年03月26日 - 2023年07月31日 | 西部方面総監部人事部人事課長                        | 陸上自衛隊教育訓練研究本部勤務                      |
| 26 | 伊藤充希   | 2023年08月01日 - 2025年03月02日 | 陸上自衛隊教育訓練研究本部 研究調整官               | 陸上幕僚監部防衛部防衛課勤務                        |
| 27 | 久保淳平   | 2025年03月03日 -                | 陸上幕僚監部人事教育部人事教育計画課 教育室計画班長 |                                                     |

## 主要装備
- 03式中距離地対空誘導弾
- 1/2tトラック / 73式小型トラック
- 1 1/2tトラック / 73式中型トラック
- 3 1/2tトラック / 73式大型トラック
- 89式5.56mm小銃

## 廃止部隊
- 2003年（平成15年）3月27日廃止
  - 第108高射直接支援隊「108高直支」（竹松駐屯地）：
- 2018年（平成30年）3月27日廃止
  - 第329高射中隊「329高射」（竹松駐屯地）：第346高射中隊に改編（03式中距離地対空誘導弾へ装備更新のため）。
  - 第330高射中隊「330高射」（竹松駐屯地）：第346高射中隊に改編（03式中距離地対空誘導弾へ装備更新のため）。
- 2021年（令和3年）3月17日廃止
  - 第328高射中隊「328高射」（竹松駐屯地）：第347高射中隊に改編（03式中距離地対空誘導弾へ装備更新のため）。
- 2022年（令和4年）3月17日廃止
  - 第327高射中隊「327高射」（竹松駐屯地）：第2高射特科団直轄の第102高射特科隊に改編。
  - 第347高射中隊「347高射」（竹松駐屯地）：第348高射中隊に改編。